# Caiazzo (stacja metra)
Caiazzo – stacja metra w Mediolanie, na linii M2. Znajduje się na piazza Caiazzo, w Mediolanie i zlokalizowana jest pomiędzy stacjami Loreto, a Centrale. Została otwarta w 1969.